# Aart Willem Mul
Aart Willem Mul (Weesperkarspel, 25 augustus 1887 - Diemen, 20 april 1981) was een Nederlands gemeenteraadslid, wethouder en burgemeester van Weesperkarspel.

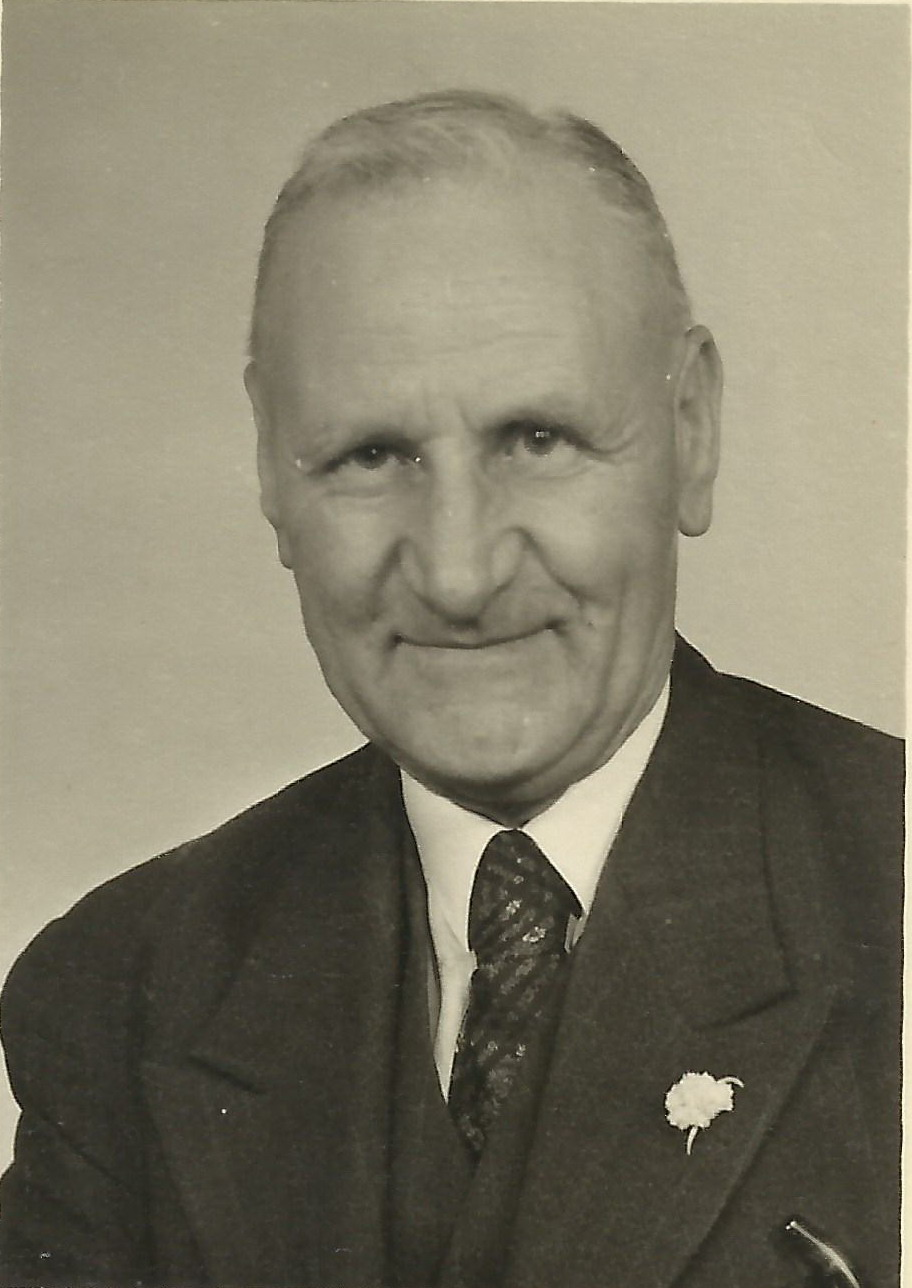
A.W. Mul; Burgemeester te Weesperkarspel

## Biografie
Door zijn welbespraaktheid werd hij in 1923 gekozen als lid van de gemeenteraad van Weesperkarspel, wat 34 jaar zou duren, onder meer als wethouder en loco-burgemeester. Met ingang van 1 november 1947 werd Mul benoemd als burgemeester van Weesperkarspel. In 1952 bereikte hij de pensioengerechtigde leeftijd waarna hij tot juni 1956 aanbleef als waarnemend burgemeester van Weesperkarspel. Mul kende de problemen van het platteland zeer goed. Het raadhuis van Weesperkarspel was gevestigd aan de Hoogstraat te Weesp. Daar hield hij elke dinsdagmorgen spreekuur voor de bewoners van Weesperkarspel. Hij was een warme voorstander voor de zelfstandigheid van zijn gemeente. In Driemond (tot 1 augustus 1966 behorende bij de gemeente Weesperkarspel) werd als eerbetoon, na zijn afscheid als burgemeester, een straat naar hem vernoemd de "Burgemeester Mulstraat".
Zijn opvolger werd de heer Dirk Kastelein die dit ambt vervulde tot de gemeente op 1 augustus 1966 werd opgeheven.
Met ingang van 1 juni 1946 vertegenwoordigde hij de CHU in de Provinciale Staten van Noord-Holland, een ambt dat hij tot 1958 vervulde. Van daaruit werd hij benoemd als lid van de Kamerkring van de CHU.
Tijdens de Tweede Wereldoorlog bekleedde Mul de functie van Bureauhouder van de Voedselcommissaris en als directeur van de centrale Keuken te Weesp. Na de oorlog nam hij plaats in het Nationaal Instituut Steun Wettig Gezag NISWG, om de in de oorlog – tijdens het verzet - ontstane weerbaarheidsorganisaties op te laten gaan in één organisatie.

### Maatschappelijke functies
De heer Mul vervulde ook vele andere maatschappelijke functies, zoals die van
Dijkgraaf bij het Hoogheemraadschap Bijlmermeer, later het Waterschap Amstel, Gooi en Vecht, een functie die hij meer dan veertig jaar vervulde;
- Lid van het hoofdbestuur van de Unie van Waterschappen;
- Lid van het bestuur van de Boerenleenbank, Ouder-Amstel Ouderkerk a/d Amstel;
- Lid van de Planologische Dienst van Noord-Holland;
- Lid van het bestuur van de particuliere ziektekostenverzekering “Draagt Elkanders Lasten” in Ouderkerk a/d Amstel.
- Voorzitter van het bestuur van de Koninklijke Brandweerbond, afdeling Noord-Holland;

### Persoonlijk
Hij werd geboren als zoon van Hendrik Mul en Maria van Lindenberg in voormalige boerderij Reigersbos (Amsterdam), die tot 1967 aan de Abcouderstraatweg bij de Zwetskade stond en vernoemd was naar het Reyghersbosch. Hij trad op 27 mei 1914 te Ouderkerk aan de Amstel in het huwelijk met Jacoba Frederika Kannewörff. Het gezin kreeg drie dochters en een zoon. Als jonge boer vestigde hij zich in de Bijlmermeer (gemeente), toen reeds gemeente Weesperkarspel en sinds 1966 Amsterdam-Zuidoost. Hij had er 23 hectare weiland en een 30-tal koeien.
Aart Willem Mul overleed op 20 april 1981 te Diemen en ligt begraven op begraafplaats Driemond te Driemond.